# Илица (село)
Вижте пояснителната страница за други значения на Илица.
Илица е бивше село в Северозападна България, в Михайловградски окръг. До 1934 г. се казва Сърбляница. През 1955 г. е слято със село Сотучино и образува село Гаврил Геново (на което става квартал).
Разположено е край мястото на вливане на река Дългоделска в Огоста.